# Cyphomyia nubilipennis
Cyphomyia nubilipennis är en tvåvingeart som beskrevs av James 1939. Cyphomyia nubilipennis ingår i släktet Cyphomyia och familjen vapenflugor. Inga underarter finns listade i Catalogue of Life.